# Koszmosz–245
Koszmosz–245 (oroszul: Космос 245) (DSZ-P1-Yu – oroszul: ДС-П1-Ю/16) Koszmosz műhold, a szovjet műszeres műhold-sorozat tagja. Technikai műhold.

## Küldetés
Feladata, hogy kijelölt pályán mozogva mérési etalonként segítse a ballisztikus ellenrakéták felderítését végző lokátorok (radarok) technikai műveleteinek tesztelését. Segítse a légvédelem szerves egységeinek (irányítás, védelmi eszközök riasztása, imitált elfogás és megsemmisítés) összehangolt működését.

## Jellemzői
Az OKB–1 tervezőirodában kifejlesztett és építését felügyelő műhold. Dnyipropetrovszk (oroszul: Днепропетровск), Ukrajnában OKB–586 a Déli Gépgyár (Juzsmas) volt a központja több Koszmosz (DSZ–2/, ДС-2) műhold összeszerelésének. Üzemeltetője a moszkvai MO (Министерство обороны) minisztérium.
1968. október 3-án a Pleszeck űrrepülőtérről, a PL LC–133/1 indítóállásából egy Koszmosz–2 (11K63) típusú hordozórakétával juttatták (LEO = Low-Earth Orbit) alacsony Föld körüli pályára. Az orbitális egység pályája 92.12 perces, 70.98 fokos hajlásszögű, elliptikus pálya perigeuma 284 kilométer, apogeuma 473 kilométer volt. Hasznos tömege 325 kilogramm.
A Koszmosz–233 programját folytatta. Alakja hengeres, átmérője 1.2 méter, hossza 1.8 méter. A sorozat felépítését, szerkezetét, alapvető fedélzeti rendszereit tekintve egységesített, szabványosított tudományos-kutató űreszköz. Áramforrása kémiai, illetve a felületét burkoló napelemek energiahasznosításának kombinációja (kémiai akkumulátorok, napelemes energiaellátás – földárnyékban puffer-akkumulátorokkal).
1969. január 15-én földi parancsra belépett a légkörbe és megsemmisült.